# Robert Garcet

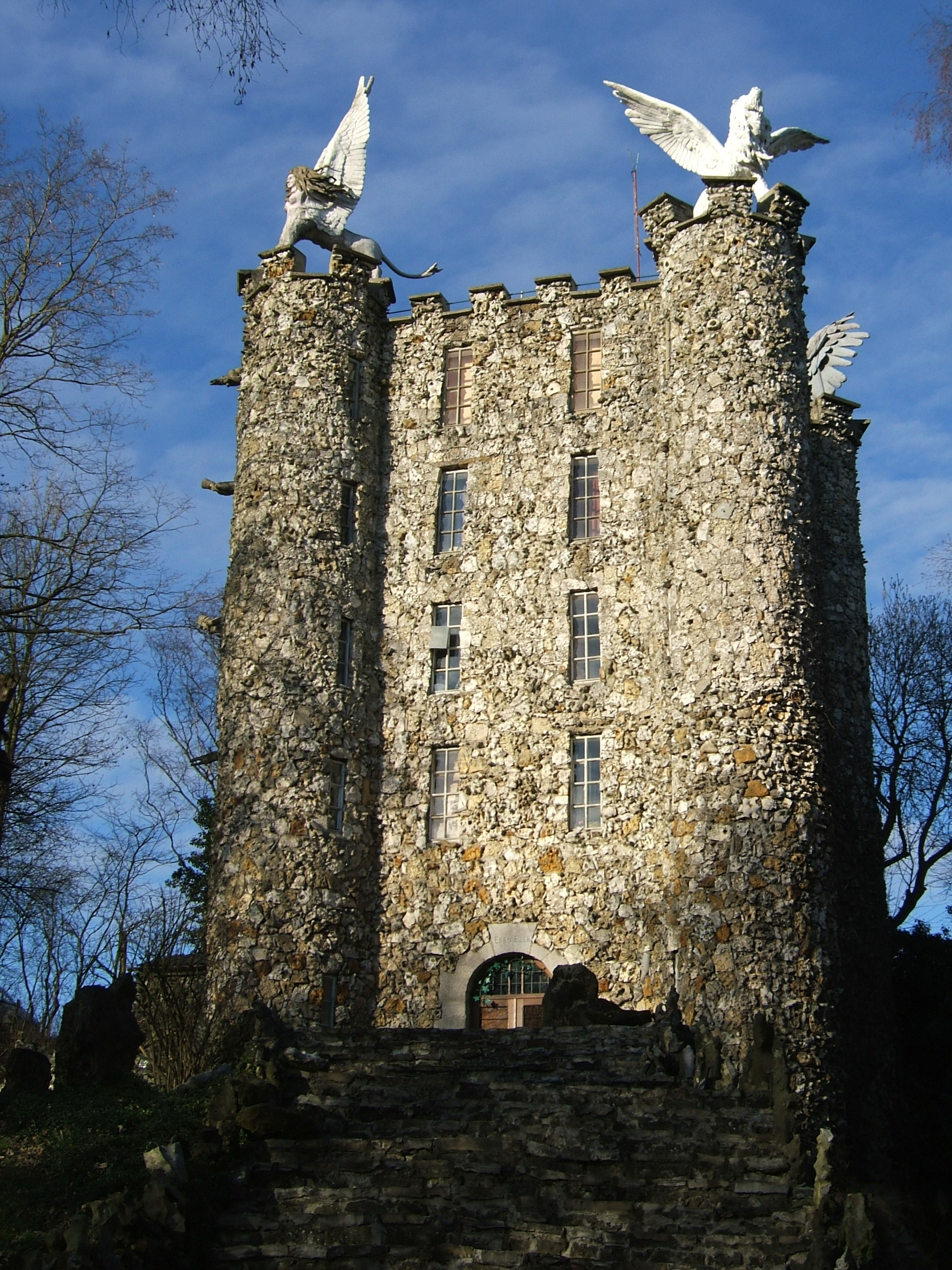
Turm Eben-Ezer

Robert Garcet (* 12. April 1912 in Ghlin (Mons); † 26. Dezember 2001) war ein belgischer christlicher Mystiker, Schriftsteller, Pazifist, Steinmetz und autodidaktischer Künstler. 
Sein eigenhändig zwischen 1948 und 1964 aus Feuerstein errichteter Wohnturm, Turm der Apokalypse, Eben-Ezer genannt,  in Eben-Emael gilt als bemerkenswertes Beispiel für phantastische Architektur.

## Film
- La Légende du silex - Robert Garcet par Clovis Prévost (1990)